# 22 شعبان
- السبت
- الأحد
- الاثنين
- الثلاثاء
- الأربعاء
- الخميس
- الجمعة

- 2525 يناير 2025
- 2626 يناير 2025
- 2727 يناير 2025
- 2828 يناير 2025
- 2929 يناير 2025
- 3030 يناير 2025
- 131 يناير 2025
- 21 فبراير 2025
- 32 فبراير 2025
- 43 فبراير 2025
- 54 فبراير 2025
- 65 فبراير 2025
- 76 فبراير 2025
- 87 فبراير 2025
- 98 فبراير 2025
- 109 فبراير 2025
- 1110 فبراير 2025
- 1211 فبراير 2025
- 1312 فبراير 2025
- 1413 فبراير 2025
- 1514 فبراير 2025
- 1615 فبراير 2025
- 1716 فبراير 2025
- 1817 فبراير 2025
- 1918 فبراير 2025
- 2019 فبراير 2025
- 2120 فبراير 2025
- 2221 فبراير 2025
- 2322 فبراير 2025
- 2423 فبراير 2025
- 2524 فبراير 2025
- 2625 فبراير 2025
- 2726 فبراير 2025
- 2827 فبراير 2025
- 2928 فبراير 2025

22 شعبان أو 22 شعبان المُعَظّم أو يوم 22 \ 8 (اليوم الثاني والعشرون من الشهر الثامن) هو اليوم التاسع والعُشرون بعد المائتين (229) من أيَّام السنة (أو الثلاثون بعد المائتين لو كان شهر جمادى الآخرة مُتممًا لليوم الثلاثين أو الحادي والثلاثون بعد المائتين لو أتم كلاً من صفر وربيع الآخر وجمادى الآخرة ثلاثين يوماً) وفق التقويم الهجري القمري (العربي). يبقى بعده 125 أو 126 يومًا لانتهاء السنة.

## أحداث
- 588 هـ - قيام كل من صلاح الدين الأيوبي، وريتشارد قلب الأسد بعقد صلح عُرف بصلح الرملة بعد أن فشلت الحملة الصليبية الثالثة في تحقيق أهدافها، واتفق الطرفان على أن يُسمح للمسيحيين بالحج إلى بيت المقدس في أمن وأمان، وأن يحكم الصليبيون الساحل الشامي من صور إلى يافا.
- 966 هـ - نشوب حرب قونية الميدانية بين السلطان سليمان القانوني وأخيه بايزيد حول أمور متعلقة بولاية العهد في الدولة العثمانية، وقد هُزم بايزيد وهَرَب إلى الدولة الصفوية المعادية للعثمانيين، إلا أن الصفويين ما لبثوا أن قتلوه بناءً على طلب من سليمان القانوني.
- 1130 هـ -
  - الدولة العثمانية توقّع معاهدة بروت مع النمسا والبندقية، وتنازلت بموجبها عن بعض ممتلكاتها في أوروبا.
  - الدولة العثمانية توقع معاهدة باساروفجا مع الإمبراطورية الرومانية المقدسة، وتعد هذه المعاهدة من المعاهدات المجحفة في حق الدولة العثمانية.
- 1214 هـ - توقيع معاهدة العريش بين الحملة الفرنسية والدولة العثمانية على الجلاء من مصر بعد أن احتلت فرنسا بقيادة نابليون بونابرت مصر مدةَ 3 سنوات.
- 1340 هـ - إعلان الدستور المصري، ونص على إنشاء مجلس شيوخ ومجلس نواب، على أن يختار 3 أخماس المجلس الأول من غير انتخاب، على حين يختار جميع أعضاء المجلس النيابي بالانتخاب العام، كما نص على مسئولية الوزراء أمام مجلس النواب وحده.
- 1364 هـ - تأسيس الجيش اللبناني.
- 1412 هـ -
  - مصرع أكثر من 700 مدني أذربيجاني في مجزرة على يد القوات الأرمينية في إقليم قرة باغ.
  - اختيار الشيخ محمد صفوت نور الدين رئيسا عاما لجماعة أنصار السنة المحمدية في مصر بعد وفاة الشيخ محمد علي عبد الرحيم؛ ليكون سادس رؤساء الجماعة.
- 1420 هـ - نواب مجلس الأمة الكويتي يصوتون ضد منح المرأة حق المشاركة في الانتخابات.
- 1431 هـ - مقتل 63 شخصًا وإصابة أكثر من 200 آخرين في أعمال شغب في مدينة كراتشي عاصمة باكستان.
- 1432 هـ - اندلاع أعمال عنف بالقرب من مقر [وضح من هو المقصود ؟] في مصر وذلك في أعقاب قيام مجموعة من البلطجية باعتراض مظاهرة مناهضة لحكم المجلس العسكري، وأدى الحادث إلى مقتل شخص وإصابة آخرين.
- 1433 هـ - وقوع مجزرة التريمسة في سوريا.
- 1434 هـ - مظاهرات في ميدان التحرير ومحيط قصر الإتحادية بمصر للمطالبة برحيل الرئيس المصري المنتخب محمد مرسي، ومظاهرات أخرى مؤيدة له في ميداني رابعة العدوية ونهضة مصر.
- 1442 هـ - انتخاب فيوزا عثماني لتكون خامس رئيس لكوسوفو.

## مواليد
- 1288 هـ - أحمد تيمور باشا، أديب مصري عثماني.
- 1341 هـ - شافية أحمد، مطربة مصرية.
- 1343 هـ - رينيه معوض، رئيس الجمهورية اللبنانية التاسع.
- 1360 هـ - أحمد نجدت سيزر، رئيس تركيا.
- 1381 هـ - قمر عمرايا، ممثلة سورية.
- 1392 هـ -
  - علي الغرير، ممثل بحريني.
  - عبير شمس الدين، ممثلة سورية.
- 1396 هـ - ريتا برصونا، ممثلة لبنانية.
- 1400 هـ - دارين حمزة، ممثلة لبنانية.

## وفيات
- 588 هـ - محمد بن علي بن شهرآشوب المازندراني، فقيه ومحدث شيعي.
- 725 هـ - محمود بن سلمان الدمشقي، عالم مسلم وأديب عربي شامي.
- 1016 هـ - محمد بن عبد الملك البغدادي، فقيه حنفي ولغوي ومدرس عراقي.
- 1115 هـ - مصطفى الثاني، السلطان العثماني الثالث والعشرين.
- 1352 هـ - محمد جواد البلاغي، فقيه ومفسّر شيعي عراقي.
- 1386 هـ - طه القلعة لي، أديب وعالِم وفقيه بغدادي.
- 1410 هـ - عليا التونسية، مغنية تونسية.
- 1433 هـ - سلامة أحمد سلامة، صحفي مصري.

## وصلات خارجية
- موقع قصة الإسلام: حدث في شهر شعبان.